# Ligne de Montereau à Château-Landon
La ligne de Montereau à Château-Landon est une ligne de chemin de fer secondaire à voie métrique qui reliait les villes de Montereau-Fault-Yonne et Château-Landon dans le département de Seine-et-Marne, de son ouverture en 1889 à sa fermeture en 1959.
C'était une ligne du réseau de Seine-et-Marne de la compagnie de chemins de fer départementaux (CFD).

## Histoire
En 1881, le conseil général de Seine-et-Marne projette la construction d'un chemin de fer d'intérêt local long de 51,4 km entre Montereau et Château-Landon, une enquête est effectuée auprès des communes du tracé et l'administration produit un projet de concession. Elle est concédée à la compagnie de chemins de fer départementaux (CFD) en avril 1882. Le 1er décembre 1882, une convention est signée par la compagnie CFD et le préfet du département. La ligne est reconnue d'utilité publique par une loi le 31 mars 1885. Le projet complet est adopté par le conseil général lors de sa session en 1886. Le chantier de construction de la ligne débute en 1887, après l'acquisitions des parcelles pour l'installation de la voie et des gares, et les procédures d'expropriation nécessaires. Elle est concédée à la compagnie de chemins de fer départementaux (CFD) en avril 1882. Le 1er décembre 1882, une convention est signée par la compagnie CFD et le préfet du département. La ligne est reconnue d'utilité publique par une loi le 31 mars 1885.
La section de Montereau à Souppes est mise en service le 1er octobre 1888 et la deuxième section de Souppes à Château-Landon est mise en service le 1er janvier 1889.
La ligne d'intérêt local de Montereau à Château-Landon est fermée en 1959, puis déclassée par le décret du 24 mai 1960.

## Caractéristiques

### Tracé
- Montereau - Égreville, (31 km), ouverture le 30 septembre 1888 :
  - Noisy-Ville-Saint-Jacques
  - Flagy-Dormelles
  - Thoury-Ferrottes
  - Ferrottes (arrêt)
  - Voulx
  - Chevry-en-Sereine
  - Lorrez-le-Bocage
  - Passy-Villebéon
  - Égreville

- Égreville - Souppes-sur-Loing - Château-Landon, (21 km), ouverture le 15 janvier 1889,
  - Chaintreaux
  - Ceriseaux-Le Puy (arrêt facultatif)
  - Fonteneilles-le-Coudray
  - Souppes-sur-Loing
  - Château-Landon

Le centre du réseau se trouvait à Égreville où étaient établis le dépôt et les ateliers.

### Gares de jonctions
- Gare de Montereau, avec le PLM
- Gare d'Égreville, avec  les chemins de fer de l'Yonne
- Gare de Souppes - Château-Landon, avec le PLM